# Наумова Лідія Гнатівна
Лідія Гнатівна Наумова — радянська господарська, державна і політична діячка, Герой Соціалістичної Праці.

## Біографія
Народилася в 1924 році в селі Андрієвичі. Член КПРС.
З 1938 року — на господарській, суспільній і політичній роботі. В 1938—1979 рр. — ланкова колгоспу імені Комінтерну, остарбайтер на примусових роботах в Австрії, доярка колгоспу імені Комінтерну Ємільчинського району Житомирської області.
Указом Президії Верховної Ради СРСР від 22 березня 1966 року присвоєно звання Героя Соціалістичної Праці з врученням ордена Леніна і золотої медалі «Серп і Молот».
Делегат 3-го Всесоюзного з'їзду колгоспників.
Померла в селі Андрієвичі в 2017 році.